# Taishan-Station
Koordinaten: 73° 51′ 50″ S, 76° 58′ 27″ O
Die Taishan-Station (auch Lager Taishan, chinesisch 泰山站, Pinyin Tàishān Zhàn) ist die vierte Forschungsstation des Chinesischen Polarforschungszentrums in der Antarktis. Sie liegt auf einer Höhe von 2621 Metern im Prinzessin-Elisabeth-Land der Ostantarktis sowie 520 km südlich der Zhongshan-Station und 715 km nördlich der Kunlun-Station.
Taishan wurde am 8. Februar 2014 in Betrieb genommen und ist nur während des antarktischen Sommers besetzt. Sie besteht aus einem Hauptgebäude mit 410 m² und einem Nebengebäude mit 590 m² und bietet bis zu 20 Menschen Platz. Taishan dient der Versorgung der südlich gelegenen Kunlun-Station von der Küstenstation Zhongshan aus.